# Gregers Bönnelyche
Svend Gregers Bönnelyche, född 28 juli 1847 i Nysted, död 1924, var en dansk-svensk industriman.
Bönnelyche genomgick Grüners handelsakademi i Köpenhamn och var verksam som köpman i Malmö från 1874. Han var tillsammans med Anders Lauritz Thuröe delägare i firman Bönnelyche & Thuröe, Skånska Takpapperfabriken i Malmö och Gadderås fönsterglasbruk i Orrefors. Han blev dansk vicekonsul i Malmö 1886, konsul 1900 och generalkonsul 1910.